# F. de Sinclair
F. de Sinclair, pseudoniem van August Herman van der Feen (22 februari 1873 - 2 januari 1953), was een Nederlandse  schrijver van romans en toneelstukken.,

## Biografie
Sinclair werd geboren in Heinkenszand als zoon van Herman Cornelis van der Feen en Augusta Johanna Luteyn. Hij ontleende zijn pseudoniem aan een Schotse voorvader van moederszijde. In Rotterdam kreeg hij zijn eerste baan als ontvanger der directe belastingen. Hij werkte achtereenvolgens in Hoek van Holland, Oldenzaal en Vlissingen. Daarna in Zevenaar, Nijmegen, Sas van Gent en Goes. In 1925 werd hij benoemd in Amsterdam als Rijksontvanger der directe belastingen tot aan zijn pensioen in 1938. Daarna ging hij wonen in Amstelveen. Hij was eindredacteur van het blad "Favoriet", een maandblad voor Nederland en de overzeese gebiedsdelen, dat bestond van 1927 tot 1932. Hij was ook redacteur van tijdschrift "De Gids" van 1926 tot 1933 en van 1941 tot 1946. De Gids was geen lid van de Nederlandsche Kultuurkamer, maar politieke onderwerpen kwamen te vervallen. Sinclair publiceerde ook in de eerste jaren van Tweede Wereldoorlog een aantal romans.
Als F. de Sinclair schreef hij ongeveer 55 romans waaronder speurdersromans. In de jaren twintig en jaren dertig was hij een van de meest gelezen schrijvers in Nederland. Hij schreef ook bijdragen die onder meer in De Gids verschenen en hij werd geprezen door J.C. Bloem. Op instigatie van Justus van Maurik, die hem als feuilletonnist bij De Groene Amsterdammer binnenhaalde, ontdekte hij dat zijn kracht lag in het schrijven van boeken met de nodige humor. Van in ieder geval de eerste 6 delen van de Focus-serie werd het omslag door Annie Homan verzorgd. Zijn boeken zijn voornamelijk uitgegeven bij Van Holkema en Warendorf en A.W. Bruna en Zoon. 

De Sinclair is familie van de schrijfster Marie van Walcheren, pseudoniem van Martina Geertruida Sara Hoyer-van der Feen (1850-1929).

### A.H. van der Feen
- Herfstleugen (1927)